# ZX Auto
Pour les articles homonymes, voir ZX.
La Hebei Zhongxing Automobile Co Ltd, dont les produits sont vendus sous le nom de ZX Auto (chinois : 中兴汽车 pinyin : Zhōngxìng qìchē), est un constructeur automobile chinois de SUVs et de camions de type pick-ups. L'entreprise est co-opérée par la Tianye Automobile Group Co Ltd et la Taiwan Unite Leading Co et a été fondée en 1999 à Baoding, dans le Hebei, où se trouve son siège social actuel. Ils effectuent des exportations dans le Moyen-Orient, l’Asie du sud-est, l'Afrique et les Amériques et déclarent avoir une production annuelle pouvant aller jusqu'à 110 000 unités, chiffre englobant les moteurs et les véhicules à part entière.

## Histoire
Après avoir été fondée en 1999, ZX Auto a cherché, vers la fin des années 2000, à débuter dans le marché automobile américain, avec l'aide de l'entreprise Capital Corp, et a participé en 2007 à la convention NADA (en). Même s'ils ont vanté la présence de leurs produits aux États-Unis jusqu'en 2008, les dirigeants de l'entreprise n'y avaient pas encore commencé la vente de leurs produits en date de cette année-là, même si certains modèles étaient disponibles dans certains pays de l'Union européenne.
Parmi les 2250 pick-ups ZX Grand Tiger exportés au Moyen-Orient en 2011, six d'entre eux ont été utilisés par les rebelles au début de la guerre civile libyenne et ont été modifiés en pick-ups armés. Au fur et à mesure de l'avancée du conflit, des membres du parti de Gaddafi ont aussi commencé à utiliser des pick-ups ZX après que des raids aériens de l'OTAN aient détruit leurs véhicules armés. Certains des Grand Tiger ont été renommés en Tayo Auto Grandhiland. Au début du conflit, 15 000 pick-ups ZX avaient été recensés en Libye.
Certains véhicules ZX sont vendus à l'État chinois.
Vers 2014, l'entreprise a retiré la mention de la co-possession par la Tianye Automobile Group Co Ltd et la Taiwan Unite Leading Co et a aussi modifié sa date de création sur son site internet pour 1949. 1999 avaient alors été placée comme étant la date de début de la coentreprise.

## Sites de productions
Deux usines de production industrielle et un centre de réparation et démolition sont utilisés par ZX. Même si une des usines et le centre de réparation sont probablement localisés à Baoding, où se situe son siège social, la seconde est possiblement située à Changchun, puisque ZX possède avec la Changling Group Co Ltd un centre de production dans la ville. En date de 2014, la compagnie référençait une usine à Baoding avec une capacité de production de 50 000 unités.
Certains des produits sont assemblés dans de petites usines d'outremer à partir de kits de Knock Down et la compagnie a précisé que la majorité de ses exportations sont sous la forme de ces ensembles. Les sociétés propriétaires de ces petits centres de productions ne sont pas nécessairement affiliées avec ZX. Des productions de ce type ont commencé en Égypte, en Iran et en Jordanie, où une usine avec une capacité de production annuelle de 5 000 unités avait été construite en 2008. En date de 2011, l'entreprise espérait la construction de facilités similaires au Mexique et en Malaisie. Le pick-up ZX Grand Tiger est en vente en Pologne par l'entremise de la compagnie POL-MOT Warfama. Ces modèles-ci sont vraisemblablement assemblés à partir de kits de Knock Down et ont été modifiés pour être conformes aux lois de l'Union européenne.

## Modèles
- ZX Admiral, un SUV pick-up ;
- ZX Chanling (en) (昌铃), pick-up (maintenant retiré du marché) ;
- ZX Grand Tiger (en) (小老虎), pick-up ;
- ZX Weihu (en) (威虎), pick-up ;
- ZX Terralord (领主), pick-up ;
- ZX C3 Urban Ark (en), CUV ;
- ZX Landmark (en), SUV.

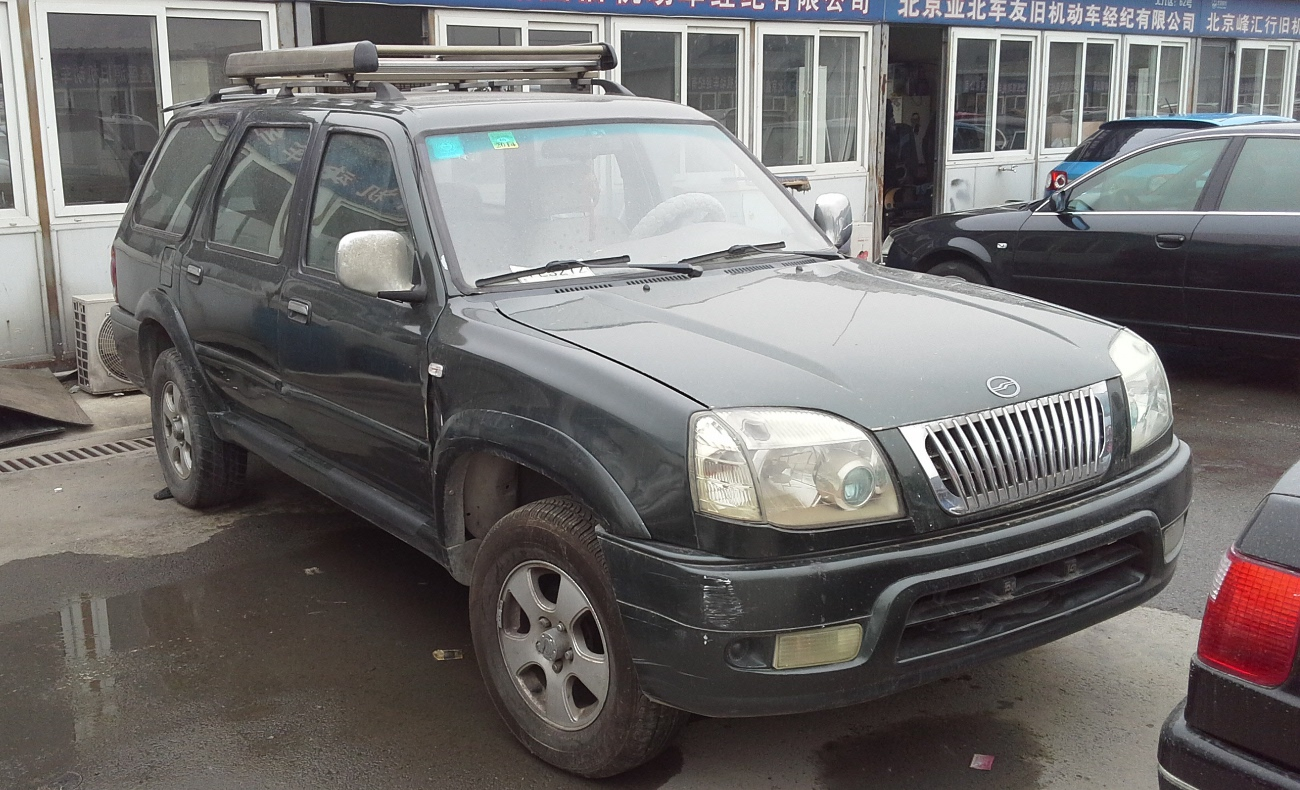
ZX Admiral (Toyota 4-Runner).
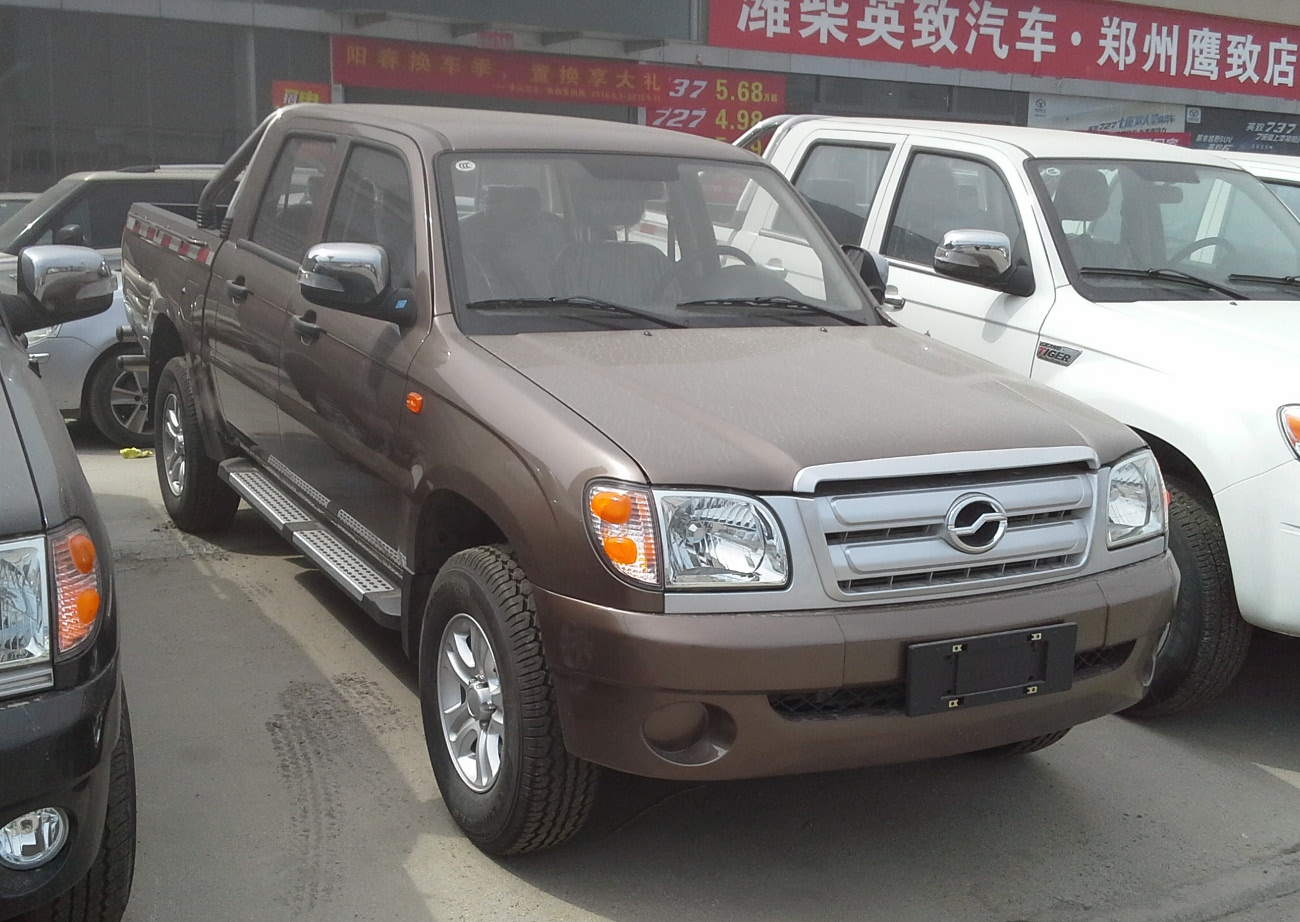
ZX Grand Tiger.
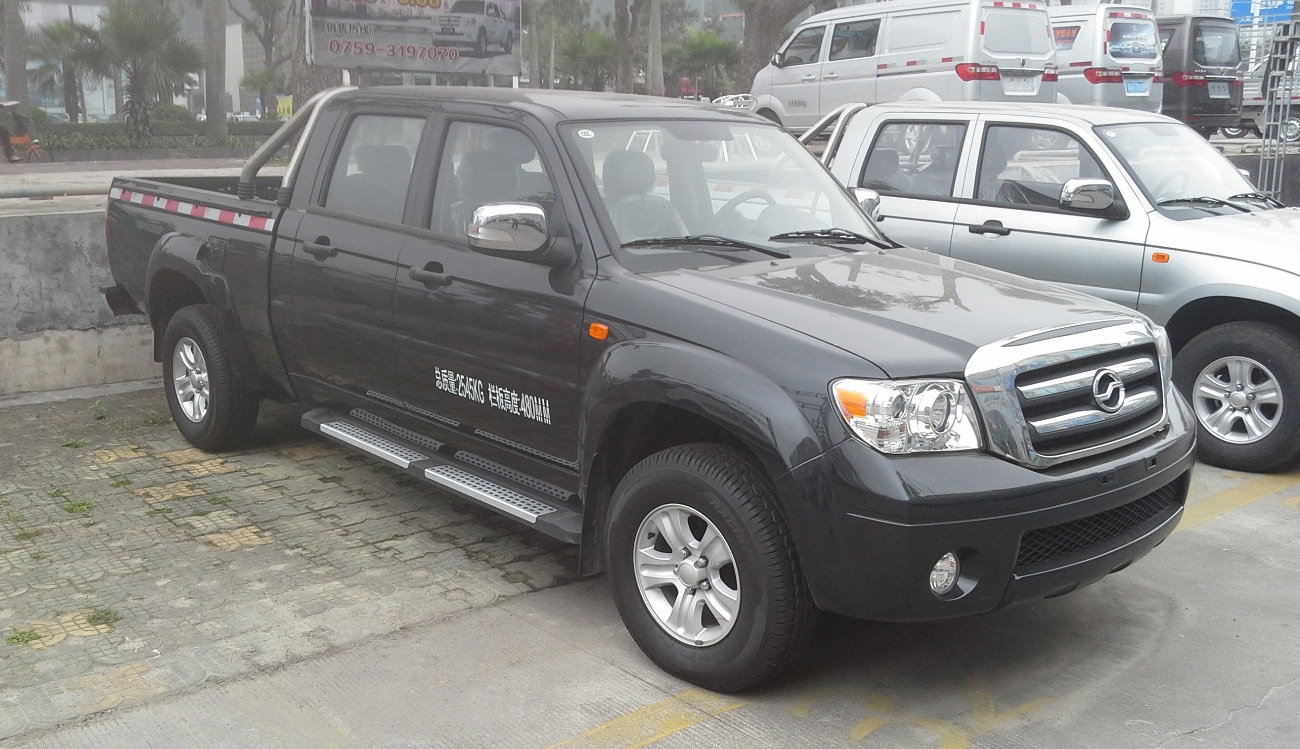
ZX Weihu.
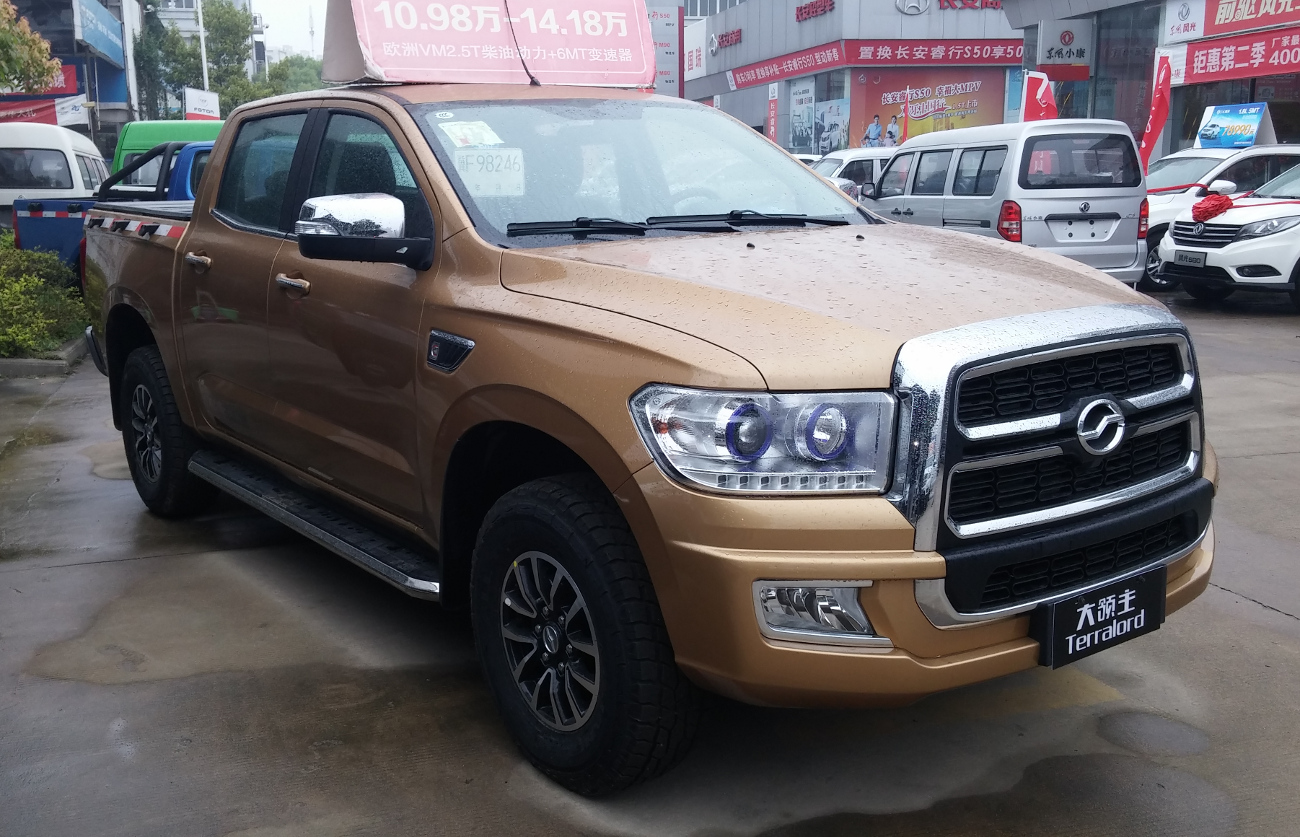
ZX Terralord.
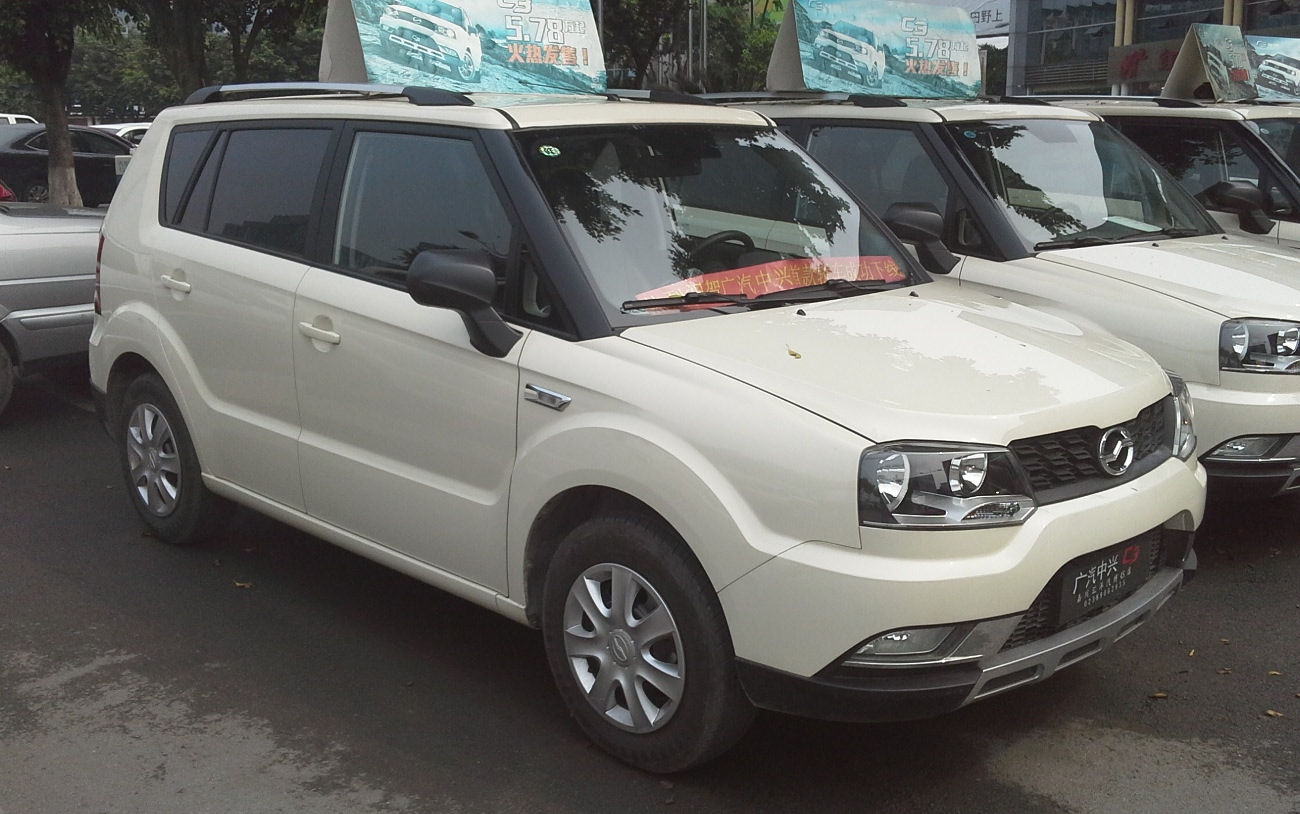
ZX C3 Urban Ark.
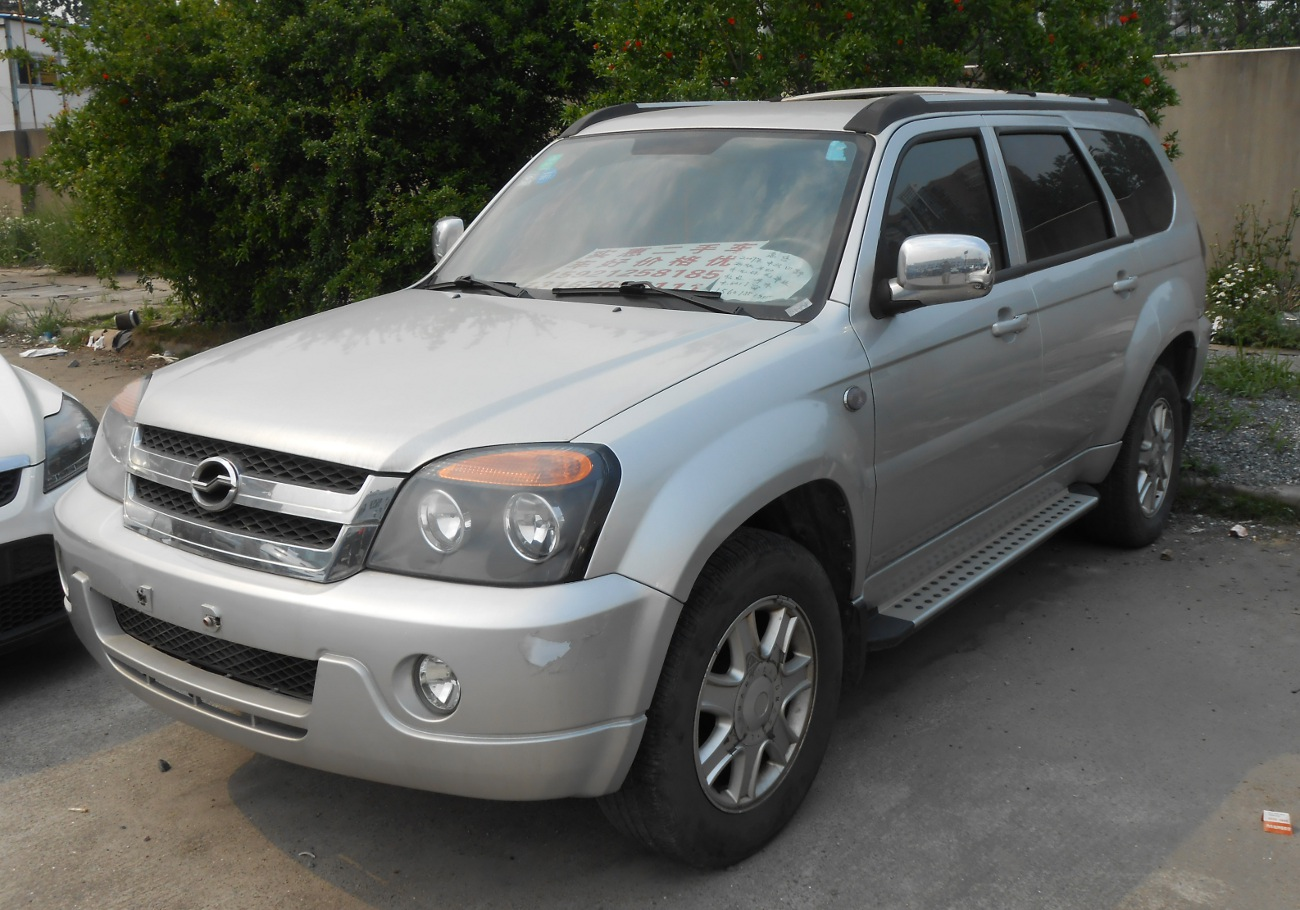
ZX Landmark.